# Op. 4
《Op. 4》는 미국의 가수 박정현의 네 번째 정규 음반이다.

## 개요
015B의 정석원이 전체적인 프로듀싱을 맡았으며 2002년 6월 15일에 출시되었다.
앨범 제목의 Op.는 서양 고전 음악의 용어로 작품 번호를 뜻하는데, 따라서 Op. 4라는 이름은 앨범 전체를 통째의 네 번째 음악 작품으로 해석하도록 유도하기 위해 붙인 것이다.
본 앨범에서는 〈Plastic Flower (상사병)〉와 〈꿈에〉 등이 뮤직비디오로 제작되었다.
앨범 발매 이후 수 차례의 라이브 콘서트를 했으며, 공연 실황을 담은 앨범과 DVD도 출시되었다.

## 수상
- 2002년 m.net 뮤직비디오 페스티벌 R&B 부문 수상 - 〈꿈에〉

## 수록곡
| #             | 제목                            | 작사          | 작곡          | 편곡                        | 재생 시간 |
| ------------- | ------------------------------- | ------------- | ------------- | --------------------------- | --------- |
| 1.            | Plastic Flower (상사병)         | 정석원        | 정석원        | 정석원                      | 5:04      |
| 2.            | 꿈에 (`타이틀 곡`)              | 정석원        | 정석원        | 정석원                      | 5:37      |
| 3.            | Someone                         | 이동현        | 이동현        | 이동현                      | 3:47      |
| 4.            | 사랑이 올까요 (`첫번째 후속곡`) | 이희승        | 이현정        | 황성제                      | 4:41      |
| 5.            | 생활의 발견                     | 정석원        | 정석원        | 정석원                      | 4:46      |
| 6.            | 미운 오리                       | 이희진        | 황성제        | 황성제                      | 3:59      |
| 7.            | 미장원에서 (`두번째 후속곡`)    | 정석원        | 정석원        | 정석원                      | 5:49      |
| 8.            | 여자친구 참 예쁘네              | 정석원        | 정석원        | 정석원                      | 3:37      |
| 9.            | 게으름뱅이                      | 윤종신        | 김덕윤        | 이준호                      | 4:31      |
| 10.           | 이별하러 가는 길                | 윤종신        | John Wetton   | 정석원                      | 3:47      |
| 11.           | 떨쳐                            | MGR(박용찬)   | MGR(박용찬)   | MGR(박용찬), 김영욱, 이근호 | 3:51      |
| 12.           | 나의 어머니                     | 정석원        | 정석원        | 정석원                      | 4:30      |
| 13.           | PUFF                            | 박정현        | 박정현        | Saint Binary (김택수)       | 3:59      |
| 총 재생 시간: | 총 재생 시간:                   | 총 재생 시간: | 총 재생 시간: | 총 재생 시간:               | 57:58     |